# Франко Оссола
Франко Оссола (італ. Franco Ossola, нар. 23 серпня 1921, Варезе — пом. 4 травня 1949, Суперга) — італійський футболіст, нападник.
Один з головних бомбардирів зіркового складу футбольного клубу «Торіно», який домінував в італійському футболі у 1940-х роках. Разом з партнерами по туринській команді трагічно загинув в авіаційній катастрофі на горі Суперга 4 травня 1949 року.
П'ятиразовий чемпіон Італії. Володар Кубка Італії. 

## Клубна кар'єра
Народився 23 серпня 1921 року в місті Варезе. Вихованець футбольної школи клубу «Варезе». Дорослу футбольну кар'єру розпочав 1938 року в основній команді того ж клубу, в якій провів один сезон, взявши участь лише у 9 матчах чемпіонату. 
1939 року перейшов до клубу «Торіно», за який відіграв 10 сезонів. У складі «Торіно» був одним з головних бомбардирів команди, маючи середню результативність на рівні 0,49 гола за гру першості. За цей час п'ять разів виборював титул чемпіона Італії, ставав володарем Кубка Італії.
Свій останній, п'ятий, титул чемпіона Італії в сезоні 1948–49 Оссола отримав уже посмертно — 4 травня 1949 року команда трагічно загинула в авіакатастрофі на горі Суперга неподалік Турина. До кінця першості лишалося 4 тури, «Торіно» очолював турнірну таблицю, і всі загиблі гравці клубу посмертно отримали чемпіонський титул після того, як гравці молодіжної команди клубу, що догравали сезон, виграли в усіх чотирьох останніх матчах першості. Варто зазначити, що їх суперники («Дженоа», «Палермо», «Сампдорія» та «Фіорентіна») в цих матчах з поваги до загиблих чемпіонів також виставляли на поле молодіжні склади своїх клубів.

## Виступи за збірну
1943 року залучався до складу молодіжної збірної Італії. На молодіжному рівні зіграв в одному офіційному матчі.

## Статистика виступів

### Статистика клубних виступів
| Сезон              | Команда            | Ліга               | Pres. | Голів |
| ------------------ | ------------------ | ------------------ | ----- | ----- |
| 1938–39            | «Варезе»           | C                  | 9     | 3     |
| 1939–40            | «Торіно»           | A                  | 4     | 0     |
| 1940–41            | «Торіно»           | A                  | 22    | 15    |
| 1941–42            | «Торіно»           | A                  | 13    | 7     |
| 1942–43            | «Торіно»           | A                  | 12    | 6     |
| 1944–45            | «Торіно»           | ЧІ                 | 24    | 14    |
| 1945–46            | «Торіно»           | ЧІ                 | 30    | 11    |
| 1946–47            | «Торіно»           | A                  | 29    | 13    |
| 1947–48            | «Торіно»           | A                  | 17    | 9     |
| 1948–49            | «Торіно»           | A                  | 25    | 11    |
| Усього за «Торіно» | Усього за «Торіно» | Усього за «Торіно» | 176   | 86    |
| Усього за кар'єру  | Усього за кар'єру  | Усього за кар'єру  | 185   | 89    |

## Титули і досягнення
- Чемпіон Італії (5):

«Торіно»:  1942–43, 1945–46, 1946–47, 1947–48, 1948–49
- Володар Кубка Італії (1):

«Торіно»:  1942–43